# 王秋良
王秋良（1965年—），中国强电磁工程与技术专家，中国科学院电工研究所研究员，中国科学院大学教授，西部超导材料科技股份有限公司独立董事。2019年当选为中国科学院院士。